# Campeonato Mundial de Atletismo Júnior de 2012 - Salto em distância feminino
A prova do salto em distância feminino do Campeonato Mundial de Atletismo Júnior de 2012 ocorreu entre os dias 12 e 13 de julho em Barcelona, na Espanha.

## Recordes
Antes desta competição, os recordes mundiais e do campeonato nesta prova eram os seguintes:
|     | Nome            | Nacionalidade     | Distância | Local      | Data                 |
| --- | --------------- | ----------------- | --------- | ---------- | -------------------- |
| WJR | Heike Drechsler | Alemanha Oriental | 7.14 m    | Bratislava | 4 de junho de 1983   |
| CR  | Fiona May       | Reino Unido       | 6.88 m    | Sudbury    | 30 de agosto de 1988 |

## Medalhistas
| Ouro                            | Prata             | Bronze               |
| Katarina Johnson-Thompson (GBR) | Lena Malkus (GER) | Jazmin Sawyers (GBR) |

## Cronograma
Todos os horários são locais (UTC+1).
| Data        | Hora  | Evento       |
| ----------- | ----- | ------------ |
| 12 de julho | 09:40 | Qualificação |
| 13 de julho | 19:55 | Final        |

## Resultados

### Qualificação
Qualificação: 6,30 m (Q) ou pelo menos melhor 12 qualificado (q) 
| Posição | Grupo | Atleta                    | Nacionalidade  | Tentativas | Tentativas | Tentativas | Resultados | Notas           |
| Posição | Grupo | Atleta                    | Nacionalidade  | 1          | 2          | 3          | Resultados | Notas           |
| ------- | ----- | ------------------------- | -------------- | ---------- | ---------- | ---------- | ---------- | --------------- |
| 1       | B     | Alina Rotaru              | Roménia        | 6.58       |            |            | 6.58       | Q               |
| 2       | A     | Katarina Johnson-Thompson | Reino Unido    | 6.21       | 6.51       |            | 6.51       | Q               |
| 3       | A     | Lena Malkus               | Alemanha       | 6.28       | 6.45       |            | 6.45       | Q               |
| 4       | A     | Paula Beatriz Álvarez     | Cuba           | X          | 5.94       | 6.44       | 6.44       | Q               |
| 5       | A     | Jéssica Carolina dos Reis | Brasil         | 6.20       | 6.40       |            | 6.40       | Q               |
| 6       | B     | Jazmin Sawyers            | Reino Unido    | 6.33       |            |            | 6.33       | Q               |
| 7       | A     | Maryna Bekh               | Ucrânia        | 6.25       | 5.99       | 6.32       | 6.32       | Q               |
| 8       | A     | Chanice Porter            | Jamaica        | 6.30       |            |            | 6.30       | Q               |
| 9       | B     | Brooke Stratton           | Austrália      | 6.07       | 6.08       | 6.26       | 6.26       | q               |
| 10      | B     | Polina Yurchenko          | Rússia         | X          | 6.02       | 6.25       | 6.25       | q               |
| 11      | A     | Anastasiya Kadicheva      | Rússia         | X          | 6.22       | 6.04       | 6.22       | q               |
| 12      | B     | Anastassia Angioi         | Itália         | 5.82       | 6.20       | 6.04       | 6.20       | q               |
| 13      | B     | Kaia Soosaar              | Estónia        | 6.16       | X          | X          | 6.16       |                 |
| 14      | B     | Malaika Mihambo           | Alemanha       | 6.13       | 5.91       | 6.15       | 6.15       |                 |
| 15      | B     | Elise Malmberg            | Suécia         | 6.15       | 6.12       | 6.11       | 6.15       | Recorde pessoal |
| 16      | B     | Pinar Aday                | Turquia        | 5.85       | 5.78       | 6.13       | 6.13       |                 |
| 17      | B     | Robin Reynolds            | Estados Unidos | 6.12       | 5.82       | 3.68       | 6.12       |                 |
| 18      | A     | Akela Jones               | Barbados       | 6.07       | 6.09       | 6.08       | 6.09       |                 |
| 19      | A     | Margaret Gayen            | Austrália      | 5.46       | 6.05       | 6.08       | 6.08       |                 |
| 20      | A     | LeTristan Pledger         | Estados Unidos | X          | 5.75       | 6.08       | 6.08       |                 |
| 21      | A     | Jogailé Petrokaité        | Lituânia       | X          | X          | 6.00       | 6.00       |                 |
| 22      | A     | Narumi Suenaga            | Japão          | 5.98       | 5.79       | 5.78       | 5.98       |                 |
| 23      | B     | Andressa Fidelis          | Brasil         | 5.86       | 5.94       | 5.94       | 5.94       |                 |
| 24      | A     | Anna Švecová              | Chéquia        | 5.79       | 7.11       | 5.88       | 5.88       |                 |
| 25      | B     | Bohdana Melnyk            | Ucrânia        | 5.57       | 5.66       | 5.88       | 5.88       |                 |
| 26      | A     | Giulia Liboá              | Itália         | 5.78       | 5.56       | 5.74       | 5.78       |                 |
| 27      | B     | Zanri van der Merwe       | África do Sul  | X          | 5.77       | X          | 5.77       |                 |
| 28      | A     | Satenik Hovhannisyan      | Armênia        | X          | 5.74       | X          | 5.74       |                 |
| 29      | B     | Ana Martín-Sacristán      | Espanha        | X          | X          | 5.71       | 5.71       |                 |
| 30      | A     | Jhoanmy Luque             | Venezuela      | 5.70       | 5.67       | X          | 5.70       |                 |
| 31      | B     | Josefina Gutiérrez        | Chile          | X          | X          | 5.54       | 5.54       |                 |
| -       | B     | Wunmi Ademuwagun          | Nigéria        |            |            |            |            |                 |

### Final
A prova final foi realizada no dia 13 de julho ás 19:55. 
| Posição           | Atleta                    | Nacionalidade | Tentativas | Tentativas | Tentativas | Tentativas | Tentativas | Tentativas | Resultados | Notas |
| Posição           | Atleta                    | Nacionalidade | 1          | 2          | 3          | 4          | 5          | 6          | Resultados | Notas |
| ----------------- | ------------------------- | ------------- | ---------- | ---------- | ---------- | ---------- | ---------- | ---------- | ---------- | ----- |
| Medalha de ouro   | Katarina Johnson-Thompson | Reino Unido   | 6.57       | 6.56       | 6.81       | 5.39       | 5.05       | X          | 6.81       |       |
| Medalha de prata  | Lena Malkus               | Alemanha      | 6.47       | 6.18       | 6.28       | 6.38       | X          | 6.80       | 6.80       |       |
| Medalha de bronze | Jazmin Sawyers            | Reino Unido   | 6.67       | X          | X          | X          | X          | X          | 6.67       | WJL   |
| 4                 | Chanice Porter            | Jamaica       | 6.25       | 6.42       | 6.19       | 6.58       | 6.33       | 6.51       | 6.58       | NJR   |
| 5                 | Alina Rotaru              | Roménia       | X          | 6.52       | 6.41       | 6.38       | 6.20       | X          | 6.52       |       |
| 6                 | Jéssica Carolina dos Reis | Brasil        | 6.51       | 6.01       | 6.45       | 6.46       | 6.23       | X          | 6.51       |       |
| 7                 | Brooke Stratton           | Austrália     | X          | 6.34       | 4.90       | X          | 6.42       | X          | 6.42       |       |
| 8                 | Maryna Bekh               | Ucrânia       | 6.05       | X          | 6.35       | 6.24       | X          | 6.10       | 6.35       |       |
| 9                 | Polina Yurchenko          | Rússia        | 6.32       | 6.24       | 6.33       |            |            |            | 6.33       |       |
| 10                | Anastasiya Kadicheva      | Rússia        | 6.11       | 6.30       | 6.33       |            |            |            | 6.33       |       |
| 11                | Paula Beatriz Álvarez     | Cuba          | X          | 6.22       | 6.30       |            |            |            | 6.30       |       |
| 12                | Anastassia Angioi         | Itália        | 5.95       | 6.08       | 5.95       |            |            |            | 6.08       |       |

Legenda
| Recorde mundial       | Recorde mundial (World record)               |                       | Recorde africano                      | Recorde africano (African) |                                           | Q | Classificado por posição (Qualified) |
| Recorde do campeonato | Recorde do campeonato (Championship record)  | Recorde da América    | Recorde da América (Americas)         | q                          | Classificado por melhor tempo (Qualified) |   |                                      |
| Melhor marca do ano   | Melhor marca do ano (World leading)          | Recorde asiático      | Recorde asiático (Asian)              | DNS                        | Não largou (Did not start)                |   |                                      |
| Recorde nacional      | Recorde nacional (National record)           | Recorde europeu       | Recorde europeu (European)            | DNF                        | Não terminou (Did not finish)             |   |                                      |
| Recorde pessoal       | Recorde pessoal do atleta (Personal best)    | Recorde da Oceania    | Recorde da Oceania (Oceania)          | DSQ / DQ                   | Desclassificado (Disqualified)            |   |                                      |
| Recorde da temporada  | Recorde da temporada do atleta (Season best) | Recorde sul-americano | Recorde sul-americano (South America) | NM                         | Sem marca (No mark)                       |   |                                      |